# Sonate K. 543
La sonate K. 543 (F.487/L.227) en fa majeur est une œuvre pour clavier du compositeur italien Domenico Scarlatti.

## Présentation
La sonate en fa majeur K. 543 est la dernière des manuscrits de Venise. La douzaine de sonates suivantes se trouve uniquement dans le volume XV des manuscrits de Parme et dans les collections de Münster et Vienne. Elle forme une paire avec la sonate précédente et contraste avec la rigueur de construction de la K. 542, de ses volubiles agrégats, ses mordants et ses trilles.

## Manuscrits
Le manuscrit principal est le numéro 30, dernière sonate du volume XIII (Ms. 9784) de Venise (1757), copié pour Maria Barbara ; les autres sont Parme XV 30 (Ms. A. G. 31420), Münster I 78 (Sant Hs 3964) et Vienne D 28 (VII 28011 A),.

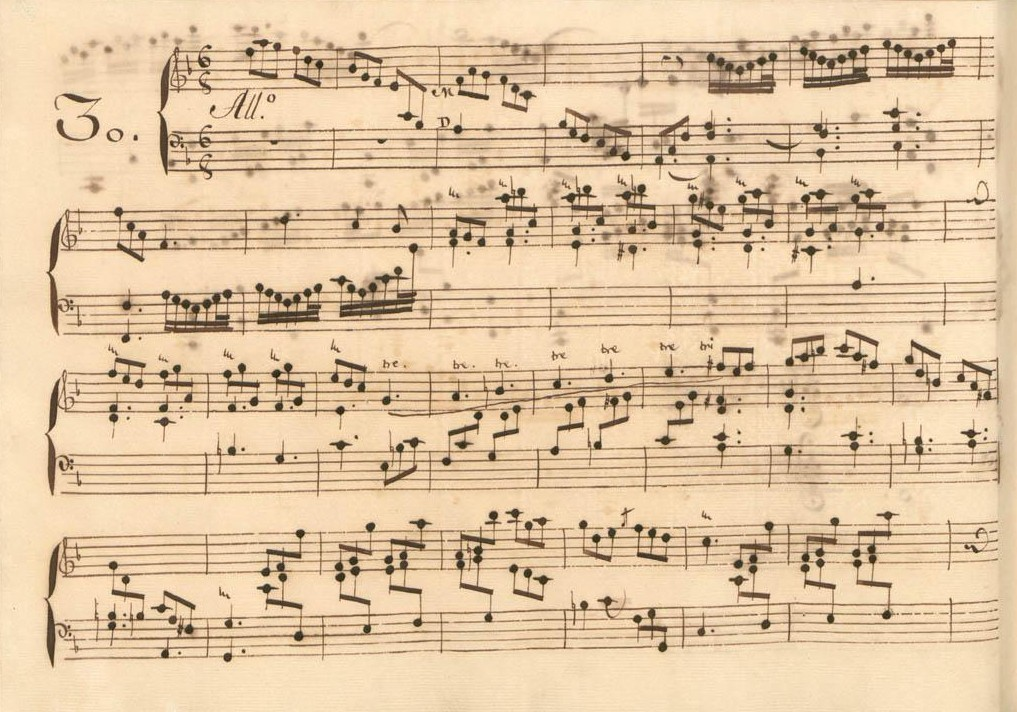
Parme XV 30.
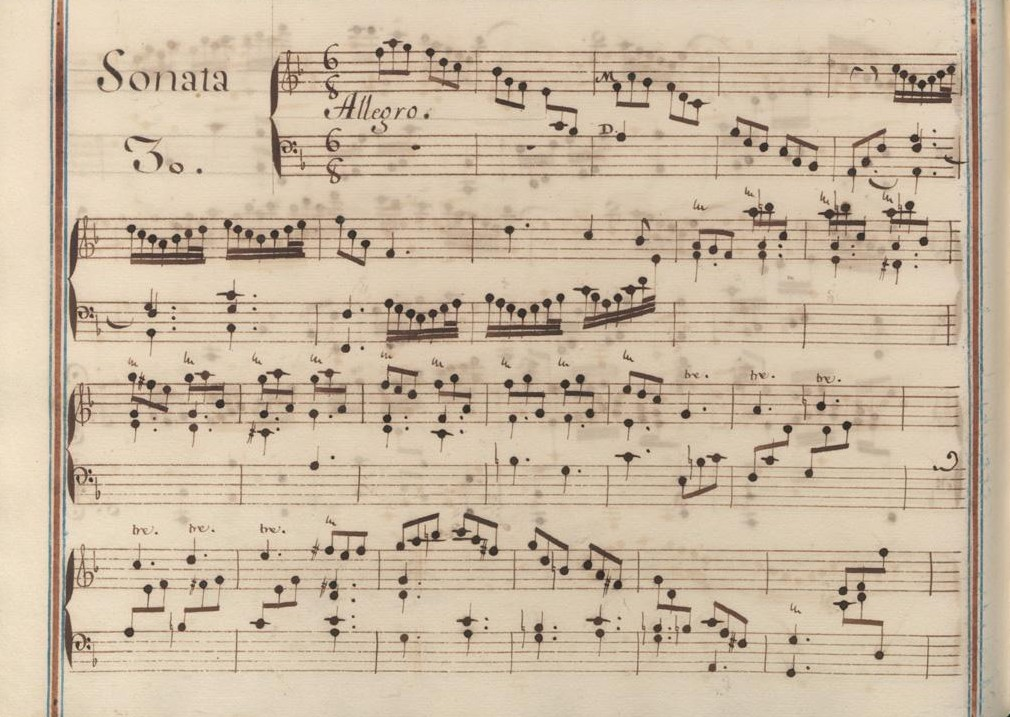
Venise XIII 30.

## Interprètes
La sonate K. 543 est défendue au piano par Sean Kennard (2017, Naxos) ; au clavecin par Scott Ross (Erato, 1985), Pieter-Jan Belder (2000, Brilliant Classics), Fabio Bonizzoni (2003, Glossa) et Richard Lester (2004, Nimbus, vol. 5).

## Sources
: document utilisé comme source pour la rédaction de cet article.
- Ralph Kirkpatrick (trad. de l'anglais par Dennis Collins), Domenico Scarlatti, Paris, Lattès, coll. « Musique et Musiciens », 1982 (1re éd. 1953 (en)), 493 p. (OCLC 954954205, BNF 34689181).
- Alain de Chambure, « Domenico Scarlatti : Intégrale des sonates — Scott Ross », Erato (2564-62092-2), 1985 (OCLC 891183737) .
- Guy Sacre, La musique pour piano : dictionnaire des compositeurs et des œuvres, vol. II (J-Z), Paris, Robert Laffont, coll. « Bouquins », 1998, 2425 p. (ISBN 978-2-221-08566-0).
- (es) Celestino Yáñez Navarro (thèse), Nuevas aportaciones para el estudio de las sonatas de Domenico Scarlatti. Los manuscritos del Archivo de Música de las Catedrales de Zaragoza, Université autonome de Barcelone, 2016 (lire en ligne)